# Баграт IV (цар Імереті)
Баграт IV (груз. ბაგრატ IV; 1565–1590) — цар Імереті (1589–1590), син царевича Теймураза й праонук Олександра II.

## Життєпис
1589 року Баграт зайняв імеретинський царський трон за допомогою гурійського князя Георгія Гурієлі, який зайняв Кутаїсі та усунув від престолу попереднього царя Ростома. Наступного року Баграта було усунуто від влади картлійським царем Симоном Великим, а на престол повернувся Ростом.